# 嘉義都會區
嘉義都會區，依據官方定義歸類為「次都會區」，是以嘉義市為核心都市，並包含嘉義縣部份的行政區所組成的都會區，是臺灣兩個次都會區之一。就總人口數而言，其規模次於臺北都會區、臺中彰化都會區、高雄都會區、桃園中壢都會區、臺南都會區和新竹都會區，為臺灣排名第七的都會區。
依據主計處在2010年5月18日發布的新聞稿，上述定義範圍連同全台灣各種統計地區的分類定義，將在當年12月25日停止適用。

## 嘉義次都會區
為一個以工業、林業、糖業、農業、渔业、服務業、商業及觀光業等產業所發展起來的次都會區，是臺灣重要的觀光重鎮，位於南台灣嘉南平原中央。都會區包含嘉義市、民雄鄉、水上鄉、中埔鄉、太保市。總區域人口約47萬人。
- 中心城市：嘉義市
- 衛星城市：民雄鄉、水上鄉、中埔鄉、太保市

| 中心都市 | 衛星市鎮                       |
| -------- | ------------------------------ |
| 嘉義市   | 民雄鄉、水上鄉、中埔鄉、太保市 |

1985年出版之《中華民國臺灣地區聚居地、都市化地區及都會區分布圖》內之嘉義次都會區。以嘉義市為中心都市，都會區包含嘉義市、民雄鄉、水上鄉、中埔鄉。
| 中心都市 | 衛星市鎮               |
| -------- | ---------------------- |
| 嘉義市   | 民雄鄉、水上鄉、中埔鄉 |

據行政院主計處訂定「中華民國統計地區標準分類」之「臺灣地區都會區分類」，1993年後定義的嘉義次都會區如下：
| 中心都市 | 衛星市鎮       |
| -------- | -------------- |
| 嘉義市   | 水上鄉、中埔鄉 |

## 人口
| 都市         | 人口 （2017年7月） | 面積 （km²） | 人口密度 |
| ------------ | ------------------ | ------------ | -------- |
| 嘉義市西區   | 147,345            | 30.9061      | 4,767    |
| 嘉義市東區   | 122,263            | 29.1195      | 4,222    |
| 嘉義縣民雄鄉 | 71,793             | 85.4969      | 841      |
| 嘉義縣水上鄉 | 49,835             | 69.1198      | 727      |
| 嘉義縣中埔鄉 | 45,075             | 129.5016     | 350      |
| 嘉義縣太保市 | 37,625             | 66.8964      | 562      |
| 嘉義都會區   | 473,926            | 411.0403     | 1,157    |

## 購物中心

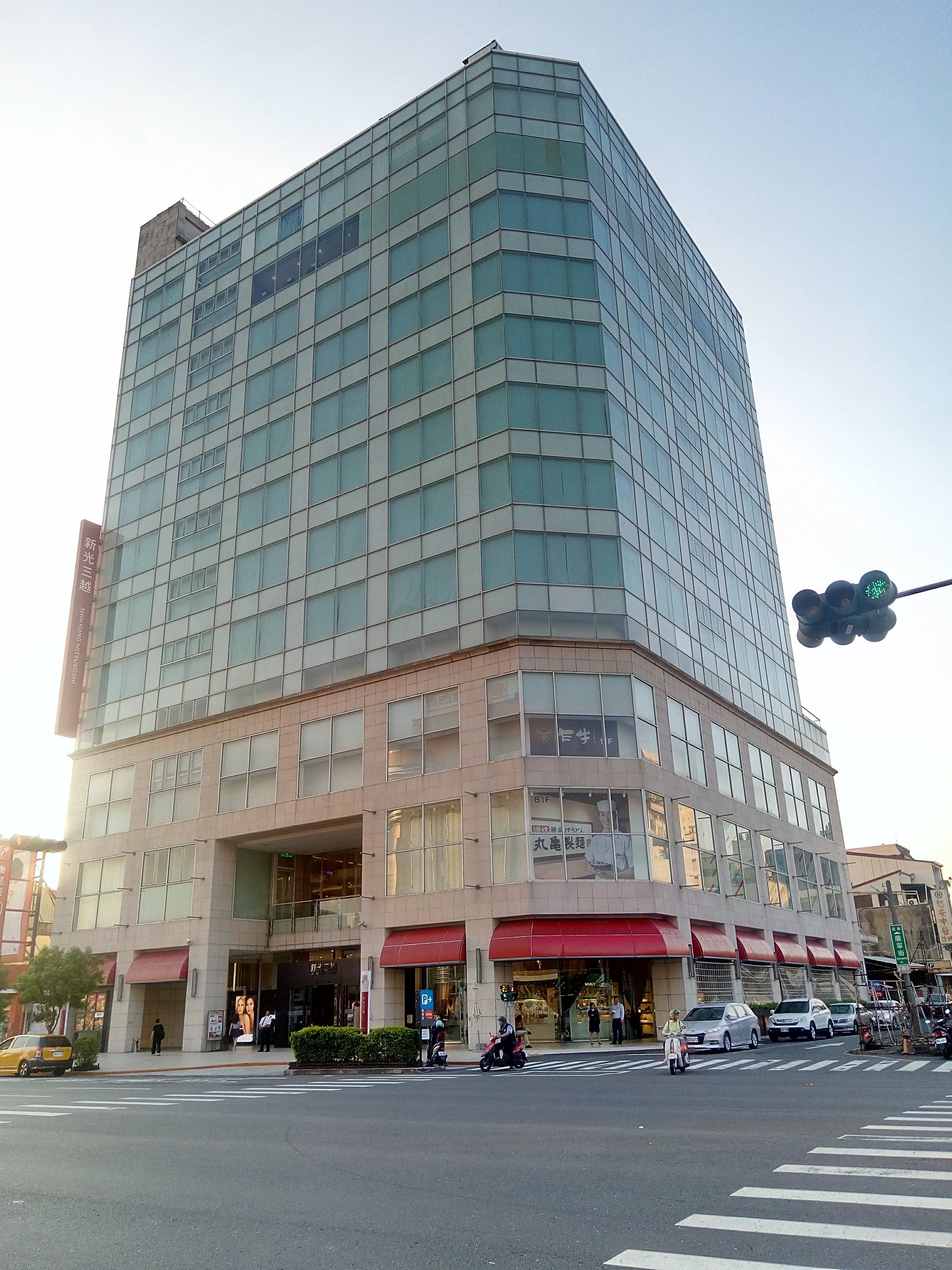
新光三越嘉義垂楊店
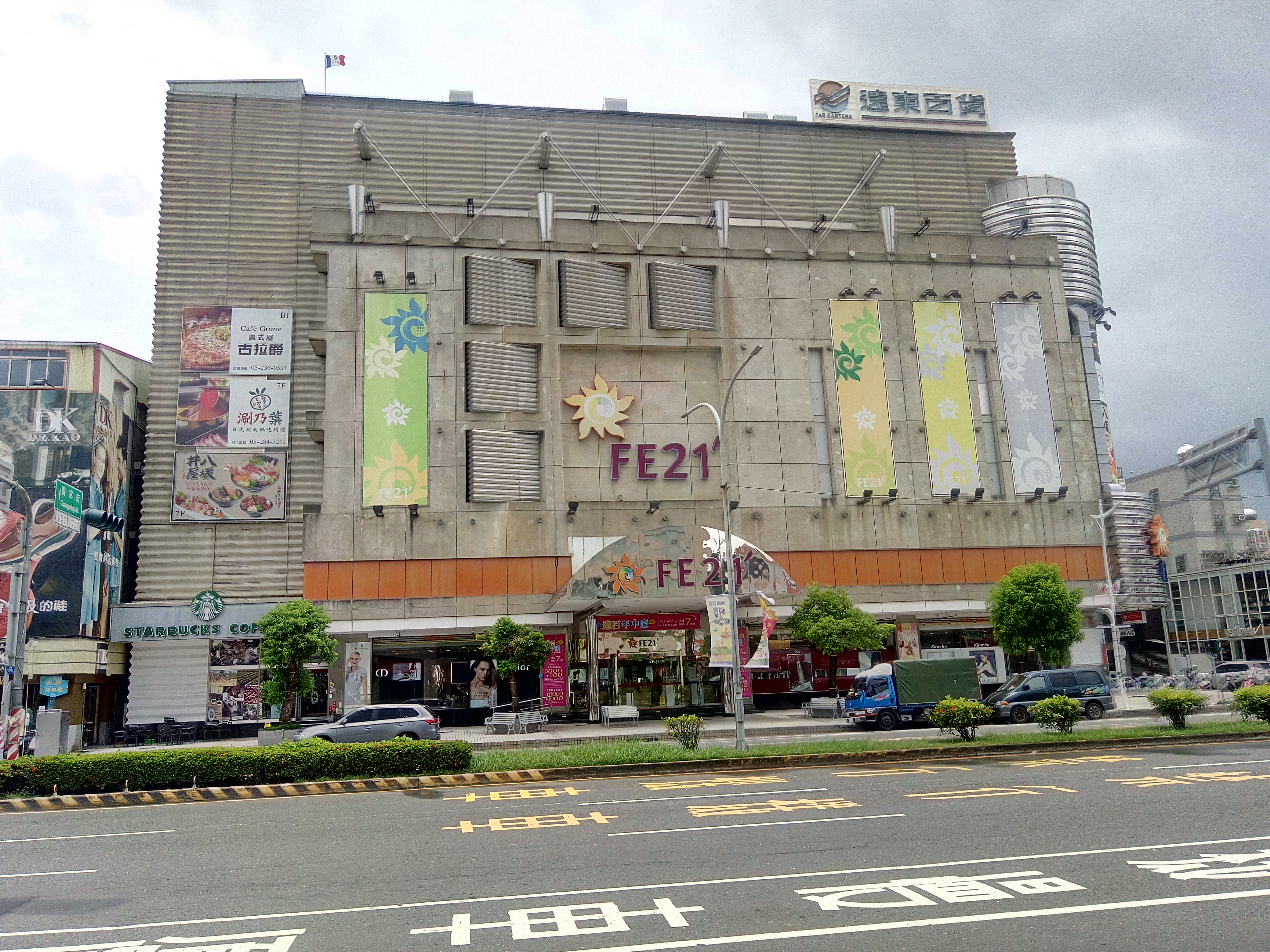
嘉義遠東百貨
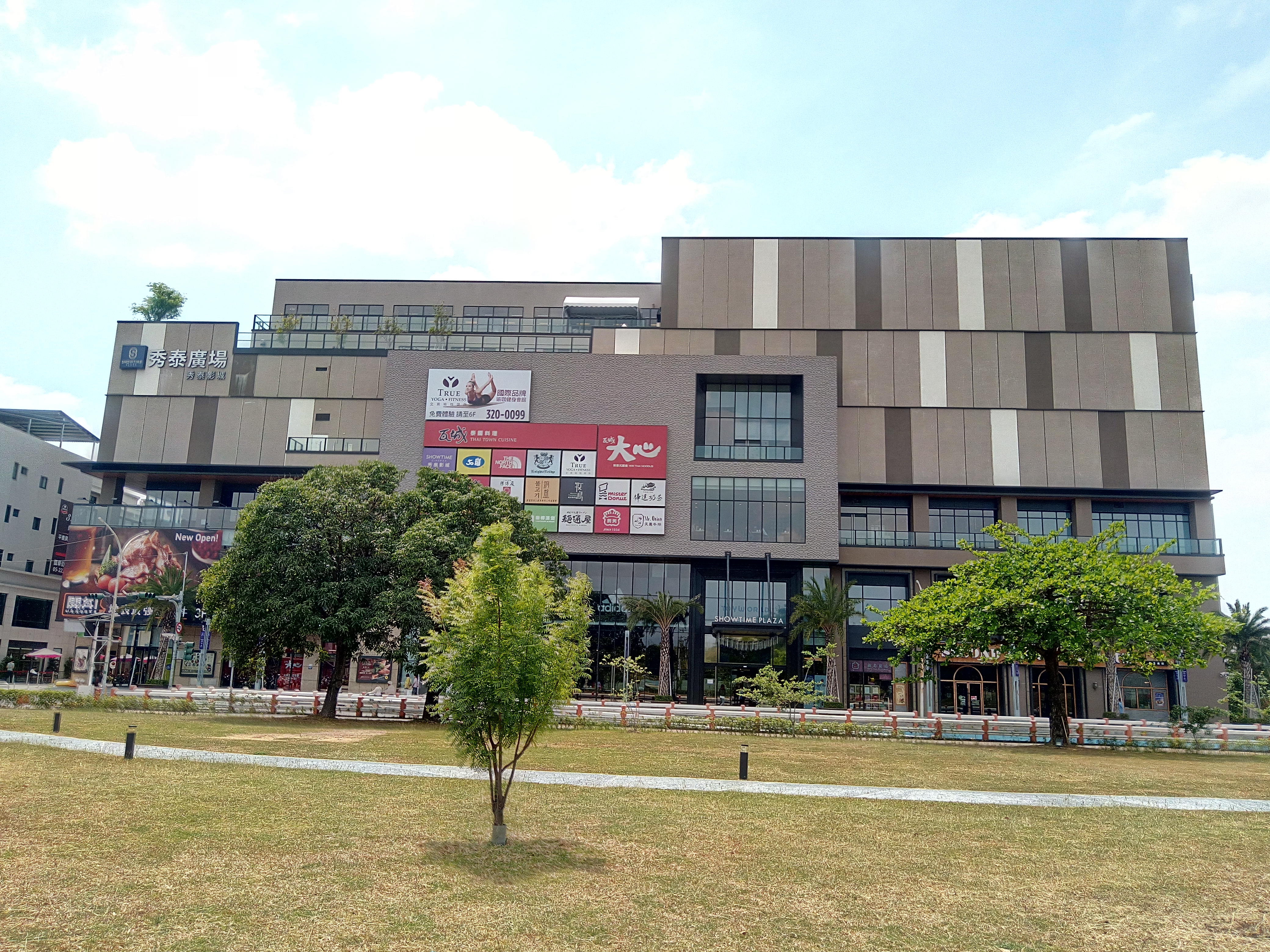
嘉義秀泰廣場
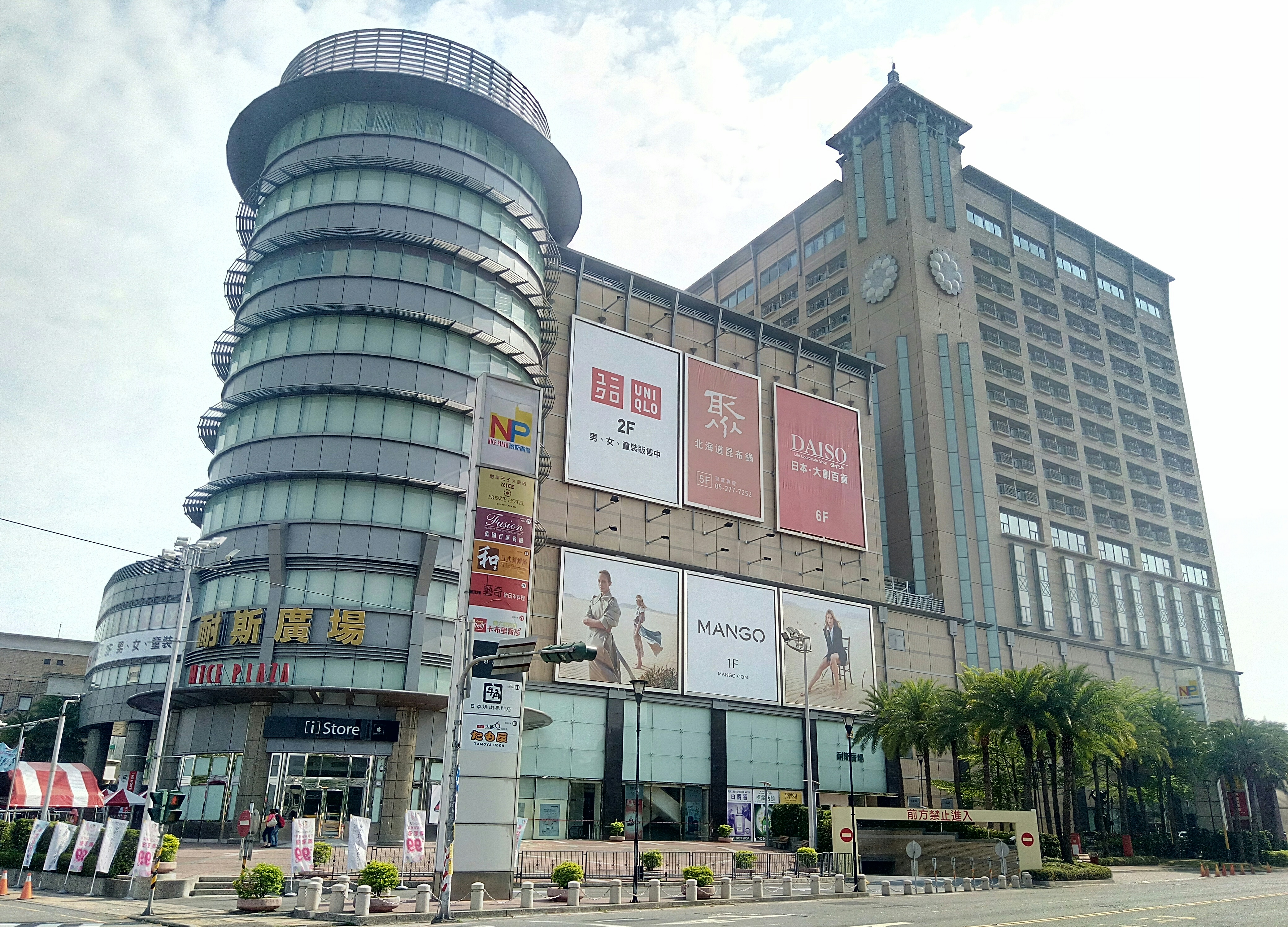
耐斯廣場（耐斯廣場購物中心）
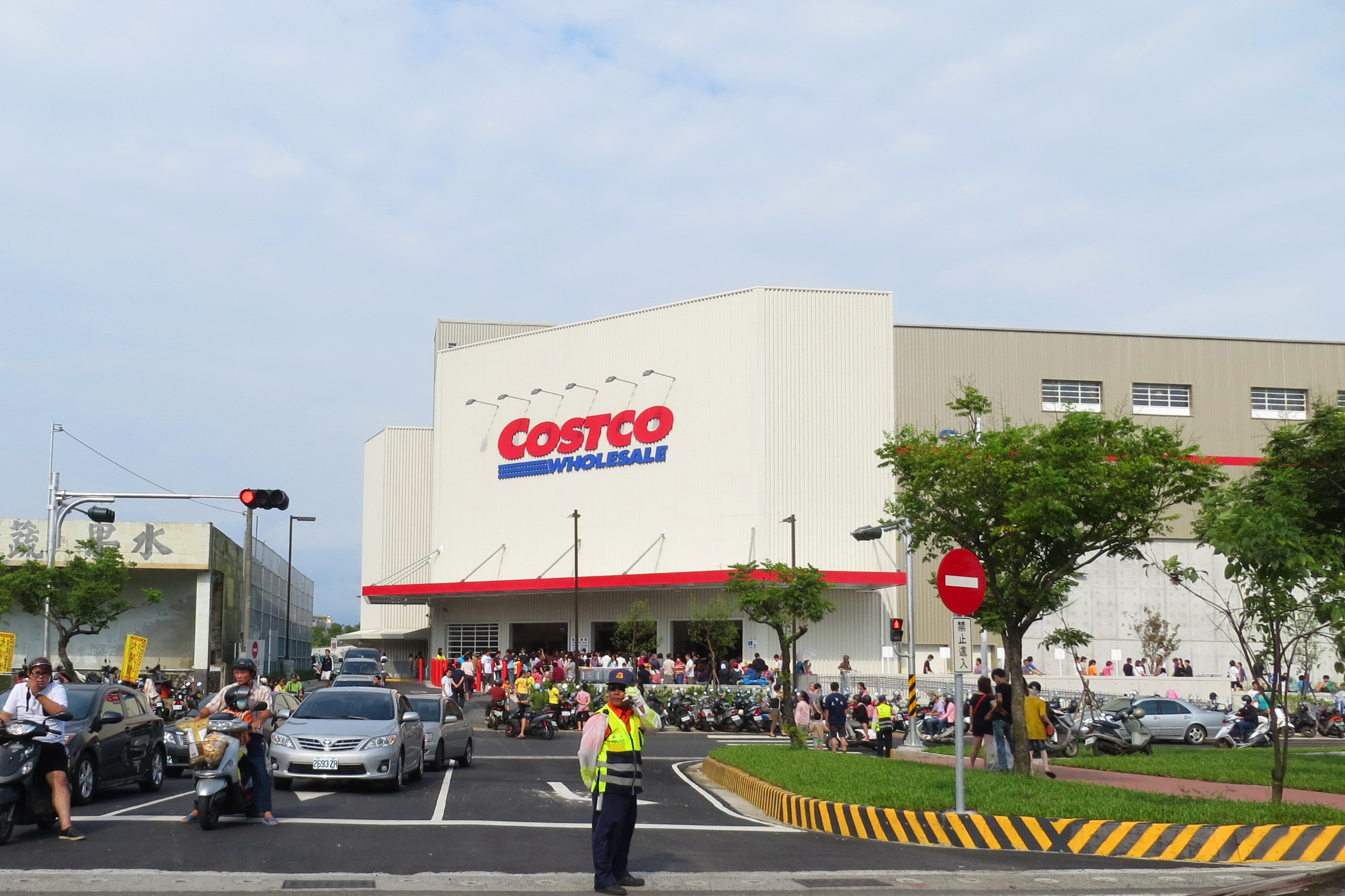
好市多Costco嘉義店

## 主要運輸通道

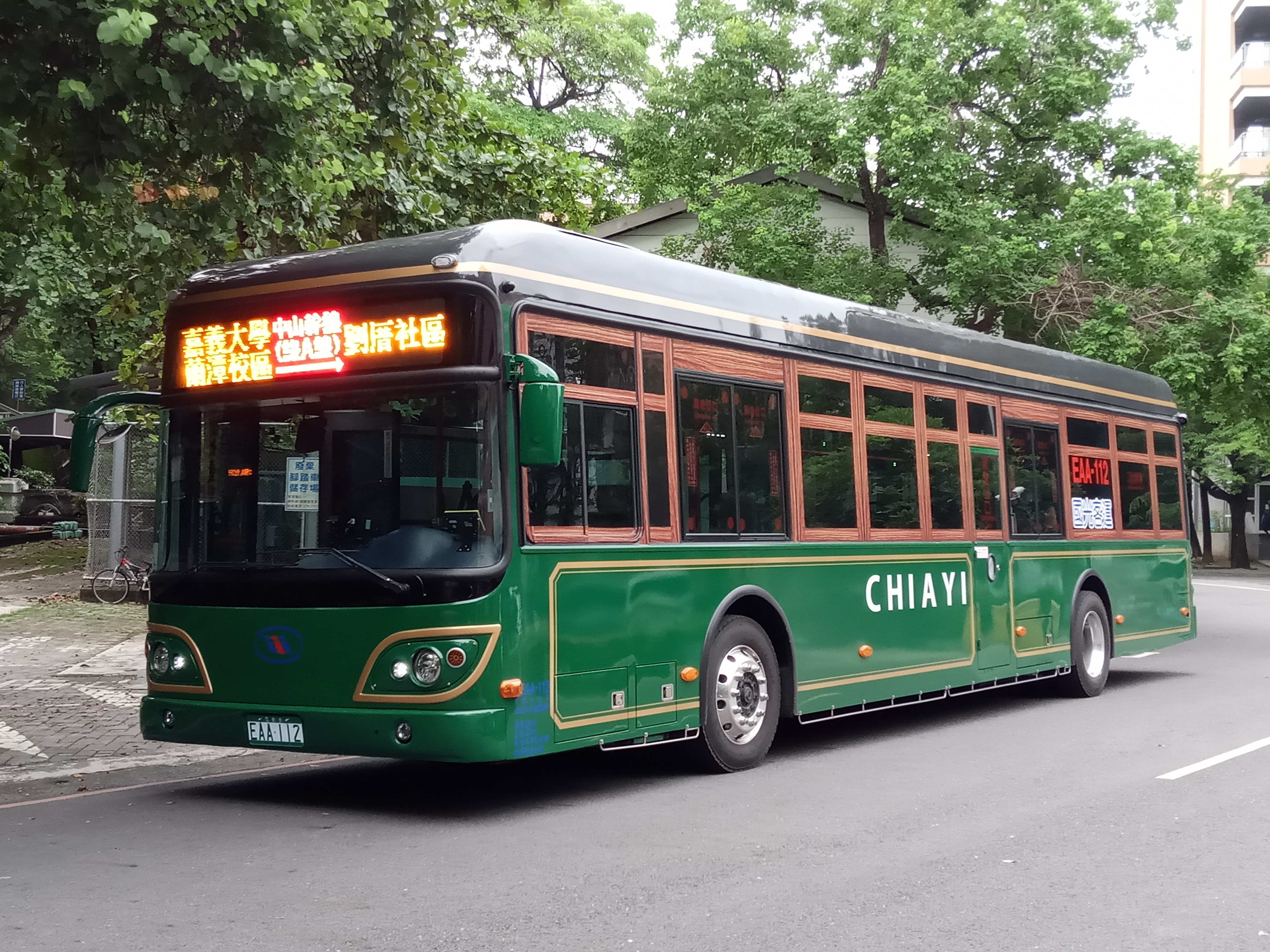
嘉義市公車

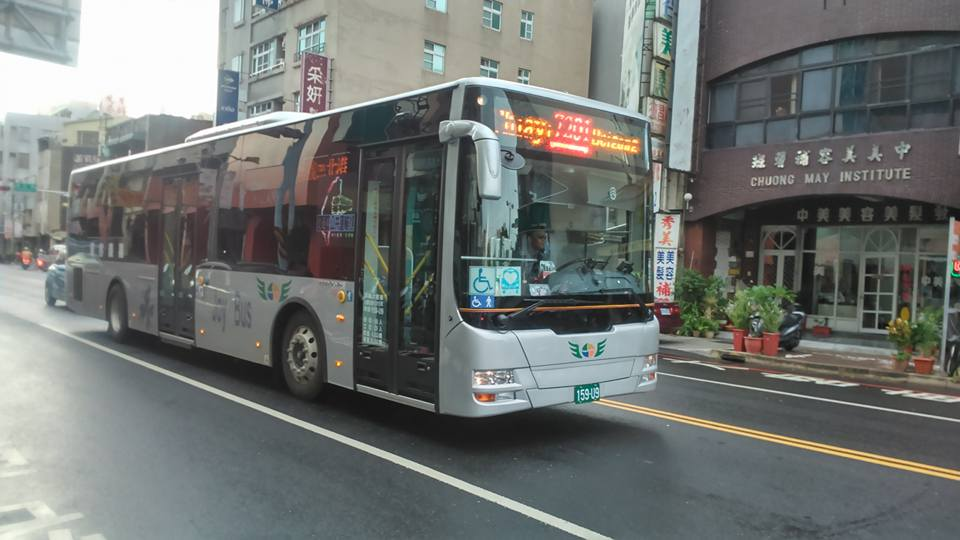
嘉義客運

### 航空
- 嘉義航空站

### 鐵道
- 嘉義捷運（規劃中）
  - 藍線
    - 北門延伸線
    - 縣府延伸線

  - 橘線
  - 綠線
  - 紅線
- 臺灣鐵路公司
  - 嘉義車站
  - 嘉北車站
  - 民雄車站
  - 水上車站
  - 南靖車站
  - 北回車站（推動中）
  - 嘉南車站（規劃中）
  - 頭橋車站（規劃中）

- 台灣高速鐵路
  - 高鐵嘉義站

- 阿里山森林鐵路
  - 嘉義車站
  - 北門車站

### 公車

#### 路線巴士
- 嘉義BRT
- 嘉義市公車
- 嘉義客運
- 嘉義縣公車處
- 台西客運
- 員林客運

#### 高速巴士
- 和欣客運
- 國光客運
- 統聯客運
- 日統客運